# Friedrich-Gustav Piffl
Friedrich-Gustav Piffl CRSA (ur. 15 października 1864 w Lanškrounie, zm. 21 kwietnia 1932 w Wiedniu) – austriacki duchowny katolicki, arcybiskup Wiednia, kardynał.

## Życiorys
Przyszedł na świat jako Gustav Piffl. Był synem i najmłodszym z siedmiorga dzieci sprzedawcy w księgarni Rudolfa Piffla i jego żony Marii Magdaleny Piro. Naukę rozpoczął w gimnazjum w Lanškrounie w 1874, przerwał ją na praktykę introligatorską, następnie ukończył szkołę średnią w Wiedniu. Przez rok był wolontariuszem (jednoroczny ochotnik) w armii austro-węgierskiej. 
W 1883 wstąpił do kanoników regularnych św. Augustyna w opactwie w Klosterneuburgu i przybrał imię zakonne Friedrich. Święcenia kapłańskie otrzymał 8 stycznia 1888. Przez cztery lata pracował duszpastersko w Wiedniu, po czym został przełożonym Kolegiaty w Klosterneuburgu. W latach 1894–1895 studiował tomistyczną w Rzymie. 
2 maja 1913 papież Pius X mianował go arcybiskupem Wiednia. Sakry udzielił mu w nuncjusz Raffaele Scapinelli di Léguigno. Rok później otrzymał kapelusz kardynalski z tytułem prezbitera San Marco. Brał udział w konklawe 1914 i 1922 roku, których przebieg i kulisy głosowań ujrzały światło dzienne dzięki jego notatkom. Miały one być spalone po jego śmierci, lecz nie uczyniono tego. 
Na własne życzenie został pochowany na wiejskim cmentarzu położonym obok letniej rezydencji arcybiskupów w zamku Kranichberg w gminie Kirchberg am Wechsel w Dolnej Austrii. Dopiero w 1954 roku szczątki przeniesiono do krypty biskupiej w katedrze św. Szczepana.